# New Spicer Meadow Reservoir
New Spicer Meadow Reservoir of Spicer Reservoir is een stuwmeer in de Amerikaanse staat Californië. Het meer bevindt zich op de westflank van het Sierra Nevada-gebergte in het bosreservaat Stanislaus National Forest in Tuolumne en Alpine County. 
Het is gevormd door de New Spicer Meadow Dam op de Highland Creek, een zijrivier van de Stanislaus. New Spicer Meadow Reservoir bevindt zich op zo'n 2018 meter boven zeeniveau en heeft een volume van 233.000.000 m³. De 81 meter hoge dam werd in 1989 in voltooid. Het stuwmeer dient voornamelijk om drinkbaar leidingwater en irrigatiewater te voorzien. Daarnaast wordt er aan waterrecreatie gedaan. Ten slotte genereert een waterkrachtcentrale aan de voet van de dam stroom.
New Spicer Meadow Reservoir is een van veel stuwmeren in de Sierra Nevada die Californië van drink- en irrigatiewater moeten voorzien. Stroomafwaarts bevindt zich New Melones Lake, het grootste stuwmeer van Centraal-Californië. Zo'n 2,5 kilometer ten noorden van het Spicer Reservoir liggen de twee kleinere en oudere stuwmeren Utica en Union, die gebruikt worden om de waterstand in het Spicer Reservoir bij te sturen. Zo'n 8 km ten noordwaarts bevindt zich Lake Alpine. 7 km zuidwaarts ligt Donnell Lake.